# Nanded-Waghala
Nanded-Waghala (Marathi: नांदेड, Nāndeḍ) ist eine Großstadt (Nanded-Waghala Municipal Corporation) mit etwa 600.000 Einwohnern; Nanded ist Hauptstadt des Distrikts Nanded in der historischen Region Marathwada im indischen Bundesstaat Maharashtra.

## Lage
Das alte Nanded liegt in einer Höhe von knapp 370 m ü. d. M. auf dem Nordufer des Flusses Godavari, wohingegen sich der neue Ortsteil Waghala auf dem Südufer befindet. Nächstgrößere Städte sind Aurangabad (ca. 260 km Fahrtstrecke nordwestlich) und Hyderabad (ca. 280 km südöstlich). Das Klima ist subtropisch warm; Regen fällt nahezu ausschließlich in der sommerlichen Monsunzeit.

## Bevölkerung
Offizielle Bevölkerungsstatistiken werden erst seit 1991 geführt und regelmäßig veröffentlicht. Der anhaltende Anstieg der städtischen Bevölkerungszahlen beruht im Wesentlichen auf der Zuwanderung von Familien aus dem Umland.
| Jahr      | 1991    | 2001    | 2011    |
| Einwohner | 275.083 | 430.733 | 550.439 |

Die Bevölkerung besteht zu ca. 48 % aus Hindus, zu etwa 33,5 % aus Moslems und zu knapp 15,5 % aus Buddhisten; ca. 2 % sind Sikhs; der Rest entfällt auf Jains und Christen. Der männliche Bevölkerungsanteil ist um ca. 8 % höher als der weibliche.

## Wirtschaft
Die Landwirtschaft bildet die Lebensgrundlage der Region, wobei der Anbau von Baumwolle, Bananen und Zuckerrohr große Flächen und viel Wasser beansprucht; in der Stadt haben sich Händler, Handwerker und Dienstleister aller Art niedergelassen.

## Geschichte
Der Sage nach reisten schon die Pandava-Brüder durch die Stadt. Im 5. und 4. Jahrhundert v. Chr. gehörte die Region zum Nandareich; danach zum Maurya-Reich. Im 3. Jahrhundert n. Chr. bestimmten die Shatavahana von ihrer Hauptstadt Paithan aus die Geschicke der Region. Nach der islamischen Eroberung Nord- und Mittelindiens gehörte das Gebiet zum Sultanat von Delhi, zum Bahmani-Sultanat uns später zum Mogulreich. Ein Jahr nach dem Tod Aurangzebs (1707), kam Gobind Singh, der zehnte geistliche Führer der Sikhs, nach Nanded und proklamierte den Guru Granth Sahib als ewiger Guru der Sikhs; Nanded ist seitdem eine ihrer wichtigen Stätten. Im Jahr 1727 wurde Nanded – wie auch die gesamte Region Marathwada – Bestandteil der Fürstenstaates von Hyderabad, der auch unter den Briten seine weitgehende Selbstbestimmung beibehielt. Im Jahr 1997 entstand die Nanded-Waghala Municipal Corporation.

## Sehenswürdigkeiten
- Der im Jahr 1835 vom Sikh-Maharaja Ranjit Singh in Auftrag gegebene Gurdwara-Tempel Hazar Sahib ist das bedeutendste religiöse Bauwerk der Stadt. Er wurde an der überlieferten Verbrennungsstätte von Gobind Singh errichtet und zieht alljährlich Millionen von Gläubigen aus ganz Indien an, die die wirtschaftliche Situation der Stadt enorm bereichern.
- Mehrere neuzeitliche und architektonisch eher uninteressante Hindu-Tempel (z. B. Kaleshwar-Tempel, Shani-Tempel) stehen über das Stadtgebiet verteilt.

Umgebung
- Das ca. 4 km außerhalb der Stadt gelegene Nanded-Fort liegt weitgehend in Ruinen. Die waldreiche Umgebung und die schönen Ausblicke auf den Godavari-Fluss ziehen jedoch zahlreiche Besucher an.